# Gemeentelijke herindelingsverkiezingen in Nederland 1951
Gemeentelijke herindelingsverkiezingen in Nederland 1951 geeft informatie over tussentijdse verkiezingen voor een gemeenteraad in Nederland die gehouden werden in 1951.
De verkiezingen werden gehouden in twee gemeenten die betrokken waren bij een grenswijzigingsoperatie die werd doorgevoerd op 1 januari 1952.

## Verkiezingen op 18 december 1951
- de gemeenten Loenen en Loosdrecht: grenswijziging.[1]

In deze gemeenten zijn de reguliere gemeenteraadsverkiezingen van 27 mei 1953 niet gehouden.